# Žehňa
Žehňa este o comună slovacă, aflată în districtul Prešov din regiunea Prešov. Localitatea se află la altitudinea de 394 m deasupra n.m., se întinde pe o suprafață de 16,76 km2 și în 2017 număra 1.177 de locuitori.

## Istoric
Localitatea Žehňa este atestată documentar din 1330.

## Demografie
| An:                | 1994 | 2004    | 2014    | 2024    |
| ------------------ | ---- | ------- | ------- | ------- |
| Număr de persoane: | 674  | 859     | 1089    | 1399    |
| Diferență:         |      | +27,44% | +26,77% | +28,46% |

| An:                | 2023 | 2024   |
| ------------------ | ---- | ------ |
| Număr de persoane: | 1353 | 1399   |
| Diferență:         |      | +3,39% |